# 허머 H2
허머 H2(Hummer H2)는 제너럴 모터스 산하의 SUV 전문 브랜드였던 허머가 생산, 판매하였던 대형 SUV 및 픽업 트럭이다.
H1과는 다르게 겉모습만 험비와 비슷할 뿐, 플랫폼의 경우 쉐보레 서버번, 타호 및 실버라도를 기반으로 만들어졌으며, 차체 크기도 H1에 비해 살짝 작다. 앞부분은 GM2500, 뒷부분은 GM1500 플랫폼을 활용했으며, 앞의 밑부분 범퍼와 뒷범퍼가 철로 마감되어 있어서 웬만한 접촉사고가 나도 흠집만 날 뿐, 잘 찌그러지지도 않는 것이 특징이다.
배기음이 독특한 V8 6.0 OHV 엔진과 4단 자동변속기가 장착되었다. 2004년에 4단에서 6단 자동변속기로 교체되었다. 이후 픽업 트럭인 SUT가 추가되었는데, SUT는 3열 시트 자리를 지붕과 3열 시트를 없애고 화물칸이 추가된 것이 특징이며, 그 외에 기존의 H2와는 별 차이가 없다. 2005년 4월이후 4단 자동변속기가 다시 추가되었다. 2008년에는 부분 변경으로 통해 실내와 파워트레인을 변화시켰으며, 엔진은 6.2L로 교체되었다. 2009년에 후속 차종 없이 단종되었다. 많은 변형 모델중 하나인 "허머 H2 엠뷸런스" 모델은 파라마운트사 마이클베이 감독의 영화시리즈 [트랜스포머1,2,3,4]에서 나오는 "라쳇"이라는 캐릭터의 비클모드 형태로 나오기도 했다.

## 기타

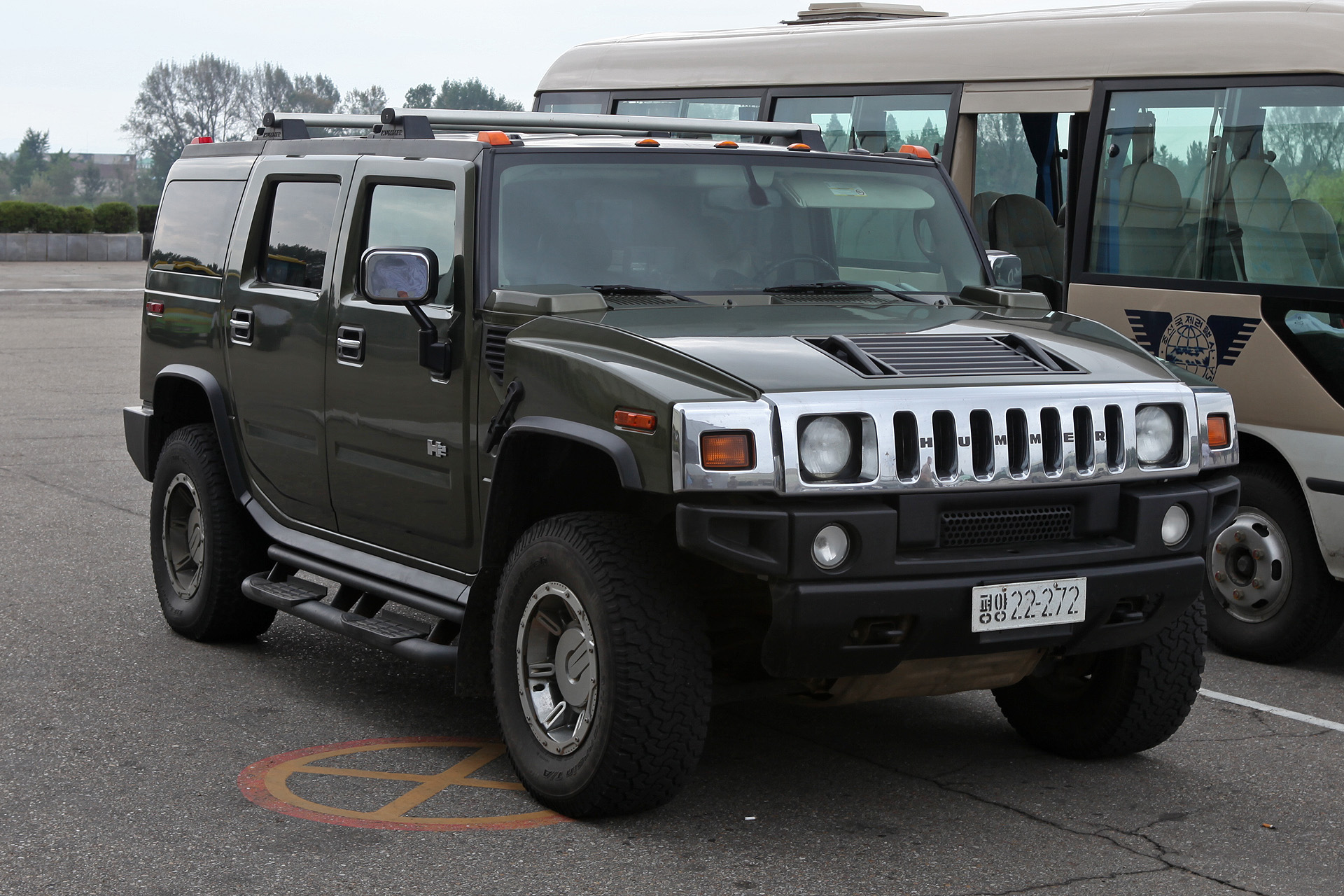
북한에서도 운용되는 H2

미국을 적대하는 북한에도 몇 대가 있는 것으로 보인다. 위에 사진에서 옆에 있는 차량은 현대 카운티나 일부 일본 소형 버스, 중국 소형 버스 중 하나로 추정된다.